# لایف سیلوستر پیترسن
لایف سیلوستر پیترسن (دانمارکی: Leif Sylvester Petersen؛ زادهٔ ۱۸ آوریل ۱۹۴۰) خواننده، بازیگر، نقاش و مجسمه‌ساز اهل دانمارک است.
از فیلم‌ها یا برنامه‌های تلویزیونی که وی در آن نقش داشته‌است، می‌توان به موادفروش ۲، دلقک، کارل، سمفونی کودکی من و من و چارلی اشاره کرد.